# Oddone III di Borgogna
Oddone III di Borgogna in francese Eudes III de Bourgogne (1166 – Lione, 6 luglio 1218) fu duca di Borgogna dal 1192 alla sua morte.

## Origine
Come ci conferma la Chronica Albrici Monachi Trium Fontium Oddone era il figlio primogenito del duca di Borgogna, Ugo III e di Alice di Lorena, figlia del duca di Lorena, Matteo I, e di Berta di Svevia, come ci conferma ancora la Chronica Albrici Monachi Trium Fontium; l'ascendenza di Oddone viene confermata anche dal documento n° 198 del cartulaire de l'abbaye de Cîteaux (non consultato).
Ugo III di Borgogna, come conferma la Histoire généalogique des ducs de Bourgogne de la maison de France, era l'unico figlio maschio del duca di Borgogna, Oddone II, e di Maria di Blois(1128 – 1190), la figlia primogenita del conte di Blois, di Chartres, di Meaux e di Châteaudun, signore di Sancerre e Amboise, conte di Troyes e conte di Champagne, Tebaldo, come ci viene confermata anche dalla Chronica Albrici Monachi Trium Fontium e di Matilde di Carinzia, figlia del duca di Carinzia, Enghelberto, come ci conferma Orderico Vitale nel volume VI, libro XI del suo Historia Ecclesiastica, Libri tredicim; anche Guglielmo di Tiro, che è stato arcivescovo della città di Tiro, nell'odierno Libano, nel suo Historia rerum in partibus transmarinis gestarum, cita il duca Ugo III come figlio della sorella di Tebaldo V di Blois, mentre gli Annales S. Benigni Divionensis citano Ugo III di Borgogna come figlio della figlia del conte di Champagne, Tebaldo II (Hugo, dux Burgundie, filius filie comitis Theobaldi comitis Campanie).

## Biografia
Quando Filippo II Augusto era succeduto a Luigi VII sul trono di Francia nel 1180, suo padre, Ugo III, aveva colto l'occasione per rafforzarsi togliendo vassalli al re di Francia, però Filippo II Augusto, che non intendeva vedere i suoi vassalli prestare omaggio ad altri, iniziò una guerra, innescata dal signore di Vergy, di nome Ugo, e per il controllo della contea di Nevers, che vide Ugo III alleato delle contee di Fiandra e di Champagne. La guerra, iniziata nel 1183 si protrasse sino al 1187. Filippo, nel marzo del 1187, attaccò la città di Châtillon. La città cadde e la sua guarnigione, guidata da Oddone, fu fatta prigioniera.
Ugo III si arrese e per ottenere la pace dovette pagare una ammenda di trentamila Livre e consegnare tre castelli a Filippo II, che si ritirò da Châtillon. La liberazione di Oddone pare che fosse stata appoggiata dall'imperatore, Federico Barbarossa. La pace tra Ugo e Filippo II fu sancita, in quello stesso anno a Tonnerre.
Nel 1183, suo padre, Ugo III, aveva ripudiato sua madre Alice di Lorena, come ci viene confermata anche dalla Chronica Albrici Monachi Trium Fontium per risposarsi, lo stesso anno, con la vedova di Alberico Tagliaferro, Beatrice di Albon(1161 - 1228), delfina del Viennois. Sua madre, Alice, fece ritorno in Lotaringia.
Nel 1186, Oddone viene citato, assieme al fratello Alessandro nel documento di donazione n° 4309, all'abbazia di Cluny, del padre Ugo III.
Alla fine dell'estate del 1190, suo padre, Ugo III seguì il re di Francia, Filippo II Augusto, alla terza crociata e combatté nell'assedio che portò alla conquista di San Giovanni d'Acri, il 12 luglio del 1191.
Quando Filippo II Augusto, nell'estate del 1191, ritornò in Francia, lasciò a Ugo il comando delle truppe francesi. Alleato fidato del suo ex avversario, ora re d'Inghilterra, Riccardo Cuor di Leone lottò assieme a lui contro il Saladino. Ugo seguì Riccardo Cuor di Leone nella marcia verso Gerusalemme e partecipò alla battaglia di Arsuf (dove divise con il Cuor di Leone la gloria della vittoria, il 7 settembre del 1191). Dopo questa battaglia i Francesi abbandonarono l'esercito e tornarono a San Giovanni d'Acri, dove, l'anno seguente, Ugo morì; secondo il necrologio degli Obituaires de Lyon II, Diocèse de Chalon-sur-Saône, Abbaye chef d'ordre de Cîteaux (non consultato), Ugo morì in Terra santa (Hugo dux Burgundie qui obit ultra mare) il 6 settembre (VIII Id Aug); anche la Chronica Albrici Monachi Trium Fontium conferma che Ugo morì in Terra Santa (dux Burgundie Hugo ex parte regi ibi dismissus, non multo post mortuus est) e dice anche che fu sepolto presso i Templari (apud Templarios), che si erano stabiliti a San Giovanni d'Acri;

Secondo la Histoire généalogique des ducs de Bourgogne de la maison de France, Ugo, dopo aver lasciato l'esercito di Riccardo Cuor di Leone, si ritirò a Tiro, dove passò l'inverno e dove morì e da dove fu trasportato a Cîteaux e fu sepolto nell'Abbazia di Cîteaux. Il capitolo XX della Histoire des ducs de Bourgogne de la race capétienne, tome III, ci narra la terza crociata di Ugo III: i preparativi della partenza, i cavalieri di Borgogna che l'accompagnavano, l'incontro col re di Francia, Filippo II, la sua visita nel Delfinato, la nomina a reggente del ducato di Borgogna della sua seconda moglie, Beatrice di Albon, il raggiungimento della Sicilia, dove passò l'inverno con Filippo II e con Riccardo Cuor di Leone, la sua missione a Genova per procurarsi la flotta per il passaggio dalla Sicilia in Terra Santa, l'arrivo e l'assedio di San Giovanni d'Acri, la partenza per la Francia di Filippo II e la sua nomina a connestabile dell'esercito francese, la separazione dall'esercito di Riccardo Cuor di Leone, le dispute tra i Crociati, il ritiro a San Giovanni d'Acri, dove passò l'inverno e dove morì; l'imbalsamazione del suo corpo, profumato e deposto in una cassa di cedro, trasportato a Cîteaux, dove fu sepolto nell'Abbazia di Cîteaux, ed infine che Oddone gli succedette nel titolo di duca di Borgogna.

Oddone, durante la reggenza della matrigna, Beatrice di Albon, la affiancò nel governo, come ci dimostra il documento n° 149 del cartulaire de l'abbaye de Saint-Martin d'Autun (non consultato), dove garantì dei privilegi all'abbazia stessa.
Poi divenuto Oddone III governò il ducato, non seguendo la politica di continue aggressioni che aveva intrapreso suo padre contro la Francia ma rimanendo fedele alleato di Filippo II Augusto.
Oddone tra il 1196 ed il 1197 fece guerra a Ugo signore di Vergy, per questioni territoriali, per giungere, con la sottomissione di Ugo, ad un accordo di pace.
Dopo il 24 maggio del 1201, quando morì improvvisamente nel suo palazzo di Troyes il conte di Champagne, Tebaldo III che, nel 1200, era stato designato come capo della IV crociata, Oddone fu interpellato per prenderne il posto nel preparare la spedizione in Terra santa, ma egli rifiutò, come ci conferma la Histoire généalogique des ducs de Bourgogne de la maison de France.
Nella guerra che lo opponeva al re d'Inghilterra, Giovanni senza terra, Oddone fu al seguito del re di Francia, Filippo II Augusto, e, nel 1205, partecipo alla conquista di Chinon, che divenne il quartier generale di Filippo II, mentre il comando per l'attacco all'Aquitania fu affidato a Oddone.
Oddone III fu una figura importante all'inizio della Crociata albigese. Dopo che, Filippo II aveva rifiutato di esservi coinvolto, Oddone, con l'appoggio dei vescovi locali e dei suoi vassalli, organizzò la campagna e nel 1209 guidò le forze francesi nella terra dei Catari, come ci conferma la Histoire généalogique des ducs de Bourgogne de la maison de France. Passata Montpellier, i crociati, il 21 luglio, arrivarono a Béziers, che fu conquistata il giorno dopo e l'intera popolazione (non solo gli albigesi) venne massacrata. Dopo la resa di Narbona Oddone si premurò che sia la città che i cittadini non avessero a subire ritorsioni da parte dei crociati. Il primo agosto fu posto l'assedio a Carcassonne e fu in questa fase che a Oddone venne offerta la nomina a capitano generale dell'esercito crociato contro gli albigesi, per affiancare Arnaud Amaury, alla guida della crociata; egli tuttavia rifiutò la nomina che, dopo essere stata rifiutata anche dei conti Erveo di Nevers e Gualtiero di Saint-Pol, fu invece accettata da Simone di Montfort. Al momento della conquista di Carcassonne, Oddone si batté affinché la popolazione fosse risparmiata. Tre giorni dopo questi avvenimenti Oddone prese la via del ritorno in Borgogna.
Quando la guerra contro Giovanni Lacland (Senza Terra) e l'imperatore del Sacro Romano Impero, Ottone IV di Germania si intensificò, Oddone, che nel 1213, aveva ancora partecipato alla crociata albigese, fu nuovamente al fianco di Filippo II Augusto. Lottò coraggiosamente nella battaglia di Bouvines, il 27 luglio 1214, dove però il suo cavallo fu abbattuto e Oddone riportò diverse ferite nella caduta.
Dopo la battaglia di Bouvines, pare che il nuovo re dei Romani, re di Sicilia e futuro imperatore, Federico, alleato di Filippo II Augusto, ricominciasse ad interessarsi del regno di Arles e lo nominò viceré del regno.
Oddone III morì a Lione il 6 luglio del 1218, mentre al comando delle sue truppe si avviava alla quinta crociata, invocata da papa Onorio III. Oddone fu tumulato a Citeaux. Anche gli Annales S. Benigni Divionensis ripoprtano la morte di Oddone, figlio di Alice di Lorena, nel 1218, mentre si avviava alla crociata e la Chronica Albrici Monachi Trium Fontium , che conferma l'anno, mentre si recava alla crociata e che fu sepolto presso l'abbazia cistercense.
Oddone III lasciò il ducato all'unico figlio maschio Ugo, di circa sei anni, che governò sotto la tutela della madre, Alice di Vergy.

## Matrimoni e discendenza
Oddone aveva sposato, nel 1193, la figlia del re del Portogallo, Alfonso I e di Mafalda di Savoia, vedova del conte delle Fiandre, Filippo I, la trentasettenne, Teresa di Portogallo, che dopo aver sposato Filippo I delle Fiandre aveva cambiato il nome in Matilde (1157-1218), come ci risulta dalla Flandria Generosa.
Oddone da Teresa di Portogallo non ebbe figli, e, poiché non aveva potuto dargli un figlio fu ripudiata l'anno dopo, nel 1195, per consanguineità, in quanto parente di Alice di Lorena, madre di Oddone, come ci conferma la Histoire généalogique des ducs de Bourgogne de la maison de France.
Oddone si risposò, in seconde nozze nel 1199 con Alice di Vergy, che, come ci conferma la Histoire généalogique des ducs de Bourgogne de la maison de France, era figlia di Ugo signore di Vergy, e della moglie (come risulta dal documento n° 4314 del Recueil des chartes de l'abbaye de Cluny. Tome 5 -Hugo dominus Vergiaci........uxor eius domina Gilia-) Gillette di Traînel ( dopo il 1217) e, secondo il documento n° 64 del Collection des principaux cartulaires du diocèse de Troyes, Volume 1, inerente ad una donazione fatta dal padre stesso, figlia di Guarniero, signore di Traînel, che cita il marito di Gisla (Hugo de Vergeio gener meus) e della moglie di cui non si conoscono né il nome né gli ascendenti.
Il matrimonio concordato a seguito della pace stipulata con Ugo. Alice di Vergy ebbe la reggenza per conto del figlio Ugo, sino al 1231.
Oddone da Alice di Vergy ebbe tre o quattro figli:
- Giovanna (1200 - 1223) sposò il conte d'Eu, Rodolfo II di Lusignano, come ci conferma la Chronique des comtes d´Eu[43].
- Alice (1204 - 1266) sposò Roberto I di Clermont[42], signore di Issoudun
- Ugo[44] (1212 - 1273) duca di Borgogna
- Beatrice (1216 - ?) sposò Umberto II di Thorie[3].

## Ascendenza
|                        |                    |                         | Genitori                 |  |  | Nonni |  |  | Bisnonni           |  |  | Trisnonni            |  |
|                        |                    |                         |                          |  |  |       |  |  | Ugo II di Borgogna |  |  | Oddone I di Borgogna |  |
|                        |                    |                         |                          |  |  |       |  |  | Ugo II di Borgogna |  |  | Oddone I di Borgogna |  |
|                        |                    | Matilde di Borgogna     |                          |  |  |       |  |  | Ugo II di Borgogna |  |  |                      |  |
| Oddone II di Borgogna  |                    |                         |                          |  |  |       |  |  | Ugo II di Borgogna |  |  |                      |  |
|                        |                    | Matilde di Mayenne      | Bosone I di Turenna      |  |  |       |  |  |                    |  |  |                      |  |
|                        |                    | Matilde di Mayenne      | Bosone I di Turenna      |  |  |       |  |  |                    |  |  |                      |  |
|                        |                    | Matilde di Mayenne      | …                        |  |  |       |  |  |                    |  |  |                      |  |
| Ugo III di Borgogna    |                    | Matilde di Mayenne      |                          |  |  |       |  |  |                    |  |  |                      |  |
|                        |                    | Tebaldo II di Champagne | Stefano II di Blois      |  |  |       |  |  |                    |  |  |                      |  |
|                        |                    | Tebaldo II di Champagne | Stefano II di Blois      |  |  |       |  |  |                    |  |  |                      |  |
|                        |                    | Tebaldo II di Champagne | Adele d'Inghilterra      |  |  |       |  |  |                    |  |  |                      |  |
| Maria di Blois         |                    | Tebaldo II di Champagne |                          |  |  |       |  |  |                    |  |  |                      |  |
|                        |                    | Matilde di Carinzia     | Enghelberto II d'Istria  |  |  |       |  |  |                    |  |  |                      |  |
|                        |                    | Matilde di Carinzia     | Enghelberto II d'Istria  |  |  |       |  |  |                    |  |  |                      |  |
|                        |                    | Matilde di Carinzia     | Uta di Passau            |  |  |       |  |  |                    |  |  |                      |  |
| Oddone III di Borgogna |                    | Matilde di Carinzia     |                          |  |  |       |  |  |                    |  |  |                      |  |
|                        | Simone I di Lorena | Teodorico II di Lorena  |                          |  |  |       |  |  |                    |  |  |                      |  |
|                        | Simone I di Lorena | Teodorico II di Lorena  |                          |  |  |       |  |  |                    |  |  |                      |  |
|                        | Simone I di Lorena | Edvige di Formbach      |                          |  |  |       |  |  |                    |  |  |                      |  |
| Matteo I di Lorena     | Simone I di Lorena |                         |                          |  |  |       |  |  |                    |  |  |                      |  |
|                        |                    | Adelaide di Lovanio     | Enrico III di Lovanio    |  |  |       |  |  |                    |  |  |                      |  |
|                        |                    | Adelaide di Lovanio     | Enrico III di Lovanio    |  |  |       |  |  |                    |  |  |                      |  |
|                        |                    | Adelaide di Lovanio     | Gertrude di Fiandra      |  |  |       |  |  |                    |  |  |                      |  |
| Alice di Lorena        |                    | Adelaide di Lovanio     |                          |  |  |       |  |  |                    |  |  |                      |  |
|                        |                    | Burcardo II di Svevia   | Burcardo I di Svevia     |  |  |       |  |  |                    |  |  |                      |  |
|                        |                    | Burcardo II di Svevia   | Burcardo I di Svevia     |  |  |       |  |  |                    |  |  |                      |  |
|                        |                    | Burcardo II di Svevia   | Liutgarda di Sassonia    |  |  |       |  |  |                    |  |  |                      |  |
| Berta di Svevia        |                    | Burcardo II di Svevia   |                          |  |  |       |  |  |                    |  |  |                      |  |
|                        |                    | Regelinda               | Eberardo I del Zürichgau |  |  |       |  |  |                    |  |  |                      |  |
|                        |                    | Regelinda               | Eberardo I del Zürichgau |  |  |       |  |  |                    |  |  |                      |  |
|                        |                    | Regelinda               | …                        |  |  |       |  |  |                    |  |  |                      |  |
|                        |                    | Regelinda               |                          |  |  |       |  |  |                    |  |  |                      |  |

### Fonti primarie
- (LA)  Saeculum XII. Orderici Vitalis,... Historia ecclesiastica.
- (LA)  Orderici Vitalis, Historiae ecclesiasticae libri tredecim. Tome 5.
- (LA)  Monumenta Germaniae Historica, Scriptores, tomus V.
- (LA)  Monumenta Germaniae Historica, Scriptores, tomus IX.
- (LA)  Monumenta Germaniae Historica, Scriptores, tomus XXIII.
- (LA)  Recueil des chartes de l'abbaye de Cluny. Tome 5.
- (LA)  Historia rerum in partibus transmarinis gestarum.
- (LA)  Recueil des historiens des Gaules et de la France. Tome 18.
- (LA)  Recueil des historiens des Gaules et de la France. Tome 23.

### Letteratura storiografica
- D.M. Nicol, la quarta crociata e gli imperi greco e latino, cap. XIV, vol. III (L'impero bizantino) della Storia del Mondo Medievale, 1979, pp. 503–558
- Charles Lethbridge Kingsford, Il regno di Gerusalemme, 1099-1291, cap. XXI, vol. IV (La riforma della chiesa e la lotta fra papi e imperatori) della Storia del Mondo Medievale, 1979, pp. 757–782
- E. F. Jacob, "Innocenzo III", cap. I, vol. V (Il trionfo del papato e lo sviluppo comunale) della Storia del mondo medievale, vol. V, 1980, pp. 5–53
- Frederick Maurice Powicke, "I regni di Filippo Augusto e Luigi VIII di Francia", cap. XIX, vol. V (Il trionfo del papato e lo sviluppo comunale) della Storia del Mondo Medievale, 1980, pp. 776–828
- Paul Fournier, "Il regno di Borgogna o d'Arles dal XI al XV secolo", cap. XI, vol. VII (L'autunno del Medioevo e la nascita del mondo moderno) della Storia del Mondo Medievale, 1981, pp. 383–410.
- (FR)  Histoire des ducs de Bourgogne de la race capétienne.
- (FR)  Histoire des ducs de Bourgogne de la race capétienne, tome II.
- (FR)  Histoire des ducs de Bourgogne de la race capétienne, tome III.
- (FR)  Histoire généalogique des ducs de Bourgogne de la maison de France.